# Morten Heiberg (kok)
 Der er flere personer med dette navn, se Morten Heiberg.
Morten Heiberg er en dansk kok, der især er kendt for sit arbejde med desserter og is. Han er uddannet kok på Mogenstrup Kro, har siden været ansat som hofkok, og i 2003 etablerede han virksomheden Dessertcirkus. Han har skrevet 14 kogebøger (især på dessertområdet) og 2 af dem er udkommet i Japan. Dessertcirkus fremstiller en lang række højkvalitets fødevarer, herunder kager, is, marmelade, saft og bolsjer.